# Miltogramma albidopilosa
Miltogramma albidopilosa är en tvåvingeart som först beskrevs av Boris Borisovitsch Rohdendorf 1934.  Miltogramma albidopilosa ingår i släktet Miltogramma och familjen köttflugor.
Artens utbredningsområde är Egypten. Inga underarter finns listade i Catalogue of Life.